# Litija
Litija (em alemão:   Littai) é um município da Eslovênia. A sede do município fica na localidade de mesmo nome.